# Газаев, Мусса Касымович
Мусса Касымович Газаев (карач.-балк. Газаланы Къасымны жашы Мусса; 1895, Яникой, Российская империя — 11 января 1938, СССР) — балкарский коммунист, активный участник строительства Советской власти на Северном Кавказе. Представитель балкарцев на 1-м Съезде народов Востока. Заместитель заведующего земельным Управлением КБАССР. Репрессирован. Реабилитирован.

## Биография
- 1918 — 1920 — участник гражданской войны

- с 1920 — сельский комиссар селения Яникой

- с 1920 — глава ревкома селения Яникой

- 1920 — делегат балкарцев на 1-м Съезде народов Востока.

- 1926 — окончил Коммунистический университет трудящихся Востока

- 1929 — 1932 — Заместитель заведующего земельным Управлением КБАССР.

- 1930 — глава делегации от КБАО на краевом съезде рабочих и крестьян по коллективизации

- 2 января 1938 г. — арестован

- 8 января 1938 г. — постановлением Тройки НКВД КБАССР приговорен к расстрелу. Обвинение в антисоветской агитации направленной на срыв мероприятий советской власти, связь с врагами народа, на участие в контрреволюционной троцкистско-зиновьевской террористической организации.

- 11 января 1938 г. — расстрелян

- 16 января 1957 г. — реабилитирован Президиумом Верховного Суда КБАССР за недоказуемостью предъявленного обвинения.